# Tagirkient-Kazmalar
Tagirkient-Kazmalar (ros. Тагиркент-Казмаляр) – wieś w Rosji, w Dagestanie, w rejonie magaramkienckim. W 2010 liczyła 3005 mieszkańców, głównie Lezginów.